# Jay Pharoah
Jared Antonio Farrow (Chesapeake, 14 de octubre de 1987), más conocido como Jay Pharoah, es un actor, comediante y rapero estadounidense. Se unió al elenco de Saturday Night Live en 2010 en su temporada 36. En el programa ha realizado personificaciones de Barack Obama, Ben Carson, Kanye West, Jay-Z, Stephen A. Smith, Will Smith, Eddie Murphy, Tracy Morgan, Chris Rock, Chris Tucker, Michael Strahan, Lil Wayne, Kendrick Lamar y Denzel Washington, entre otros.

## Filmografía

### Cine y televisión
- Saturday Night Live (2010–2016)
- Lola Versus (2012)
- Ride Along (2014)
- Balls Out (2014)
- Top Five (2014)
- Can I Be Me? (2015)
- Get a Job (2016)
- Sing (2016)
- Match Game (2017)
- White Famous (2017)
- Family Guy (2017)
- Unsane (2018)
- Drop the Mic (2018)
- Family Guy (2018)
- A Million Little Things (2019)

### Videojuegos
- Call of Duty: Infinite Warfare (2016)